# 紫の肖像
『紫の肖像』（むらさきのしょうぞう、原題: Who do We think We are）は、イングランドのロック・バンド、ディープ・パープルが1973年に発表した第2期最後のスタジオ・アルバム。

## 解説

### 経緯
ディープ・パープルは1971年12月に前作『マシン・ヘッド』の制作を終えると、1972年の年明け早々にアメリカとイギリスでツアーを行ない、3月に『マシン・ヘッド』が発表されると再びアメリカ・ツアーを始めた。しかし開始早々にリッチー・ブラックモアが肝炎に罹患したので、ツアーは一旦キャンセルされて5月に予定されていた初の日本公演は8月に延期された。その後ようやく全員が健康を回復したのでアメリカ・ツアーが再開されたものの、メンバーは過酷な日程のツアーに明け暮れる日々を送り、疲弊していた。5月にはメンバーが脱退するという噂が流れた。
彼等は7月にアメリカ・ツアーを終えるとローマの古城に集合して、『マシン・ヘッド』と同様にローリング・ストーンズのモービル・ユニットを使用して新作の制作を開始した。しかしツアーの日程などが原因で事前の意見調整が十分に行われなかったのに加えて、モービル・ユニットが古城の狭い門を通過できずメンバーの演奏場所に近づけないという不都合が生じた。8月の日本公演までの約一か月間の録音作業は険悪な雰囲気の中で捗らず、「ウーマン・フロム・トーキョー」を含む数曲が完成したにとどまった。
彼等は後に伝説的なコンサートと評されることになる8月の初日本公演を終え、さらにアメリカとヨーロッパでツアーを行なった後、10月にフランクフルトで新作の制作を再開した。しかしブラックモアとイアン・ギランの不仲をはじめとしてメンバー同士の関係がさらに悪化したことも相まって、作業は難航を極めた。このような状況の根底には疲労の蓄積とツアーの日程に対する不満があったといわれている。ようやく完成した本作はロジャー・グローヴァーとイアン・ペイスによるミキシング作業の後、"Made in Japan"が発表されたのとほぼ同時期の1973年1月に発表された。原題は、これぞハードロックと言わんばかりの『イン・ロック』『ファイアボール』『マシン・ヘッド』といったアルバム・タイトルとは対照的な、極めて内省的な”Who Do We Think We Are?”だった。

### 内容
人間関係が悪化したせいか、本作ではブラックモアの積極的なギター・プレイがほとんど聴かれず、『ディープ・パープル・イン・ロック』ほどのハードさは無い。一方、シンセサイザーを使い始めたジョン・ロードの前衛的なキーボード・ソロが随所で披露されて、音楽性の幅が『マシン・ヘッド』よりも広がった。
「マリー・ロング」は、マリー・ホワイトハウス（Mary Whitehouse）とロング・ロングフォード（Long Longford）というイギリスの極めて保守的な反動政治家を偽善者として揶揄した曲である。

## 評価
様々な問題を抱えながら完成した本作は1973年1月に発表され、ほぼ同時期に発表された"Made in Japan"の好調な売り上げに引っ張られて、イギリスで4位、アメリカで15位まで上昇しゴールド・ディスクを獲得した。
オールミュージック (AllMusic) は、本作の曲で良いのは「ウーマン・フロム・トーキョー」と「ラット・バット・ブルー」だけだと述べている。前者は「リッチー・ブラックモア独特のリフが過ぎ去った輝きを彷彿とさせる」（"...hinted at glories past with its signature Ritchie Blackmore riff"）とのこと。

## 第2期の終焉
ギランは1972年12月9日付でマネージメントに手紙を送って、1973年6月30日にディープ・パープルを脱退する決意を表明。ブラックモアも脱退を考えてペイスを誘ったが、ペイスとロードに「イアン（ギラン）はまもなく辞めるし、ロジャーは我々が辞めさせるから」脱退する必要はないと諭されて残留を決意した。
本作の発表に伴なったツアーは1973年1月に始まり、3月までヨーロッパ、4月から6月までアメリカ、そして6月末に日本で行なわれた。内容は『マシン・ヘッド』ツアーと殆んど同じで、本作からの楽曲は披露されなかった。グローヴァーはツアーが終わると自分は辞めさせられることを6月半ばに知って、自発的に脱退する道を選んだ。2度目の日本公演の6月25日に日本武道館で行なわれた東京公演では、アンコールが行なわれなかったことに観客の一部が激怒して会場を破壊。翌日も武道館で行なわれる予定だったコンサートは中止になった。最終日の6月29日、大阪厚生年金会館で公演が行なわれ、翌30日、ギランとグローヴァーは脱退。第2期は終わった。

## 収録曲
1. ウーマン・フロム・トーキョー - "Woman From Tokyo" - 5:50
2. マリー・ロング - "Mary Long" - 4:25
3. スーパー・トゥルーパー - "Super Trouper" - 2:56
4. スムース・ダンサー - "Smooth Dancer" - 4:10
5. ラット・バット・ブルー - "Rat Bat Blue" - 5:23
6. プレイス・イン・ライン - "Place In Line" - 6:31
7. アワ・レディ - "Our Lady" - 5:12

## メンバー
- リッチー・ブラックモア - ギター
- イアン・ギラン - ボーカル
- ロジャー・グローヴァー - ベース
- ジョン・ロード - キーボード
- イアン・ペイス - ドラムス